# Aarzelghaus

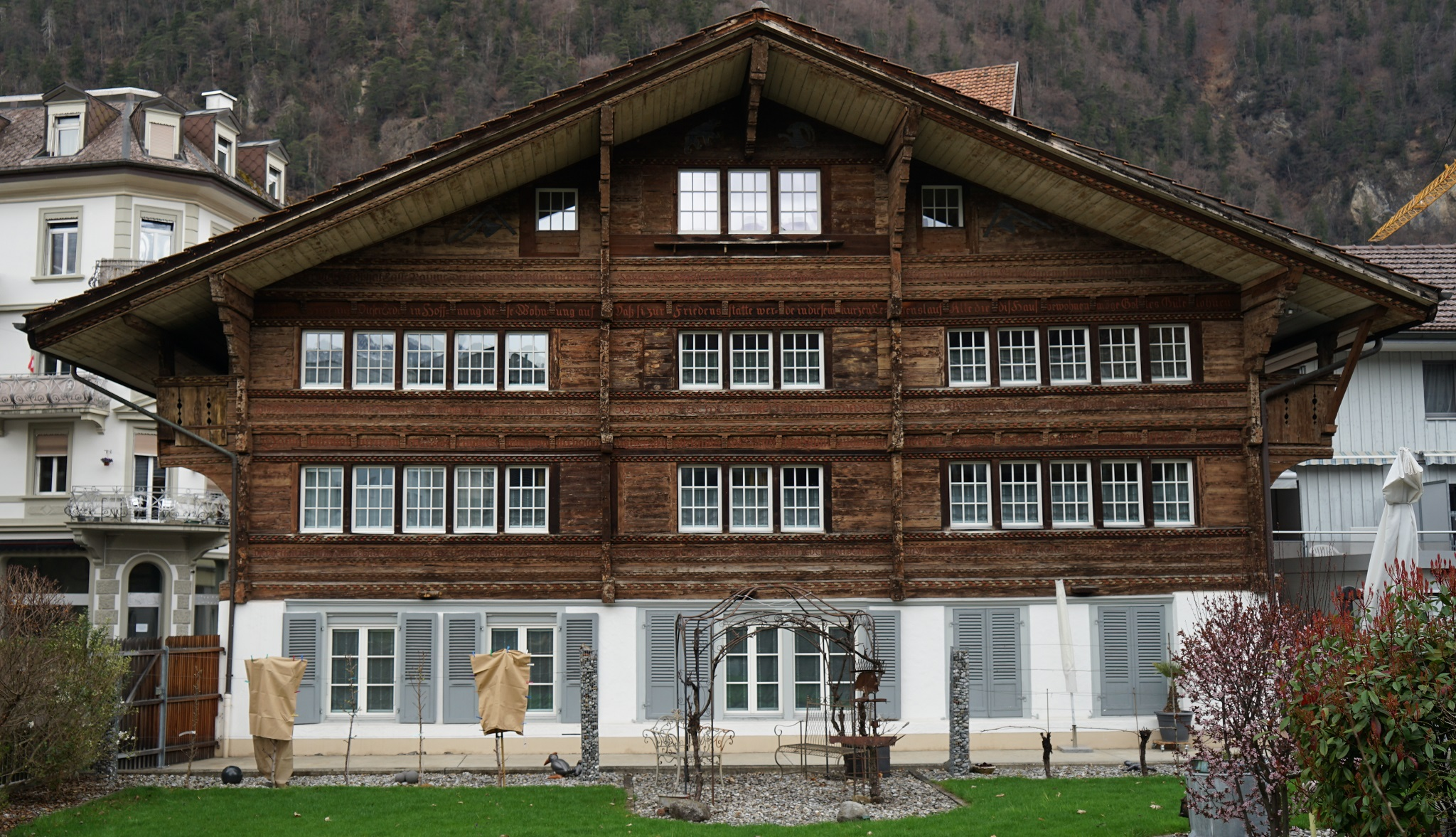
Südfassade des Hauses (2023)

Das Aarzelghaus in Interlaken im Schweizer Kanton Bern ist ein denkmalgeschütztes Oberländer Bauernhaus aus dem Jahr 1736. Es ist eins der letzten, ehemals ortstypischen Holzhäuser der Stadt.

## Lage
Das Gebäude gehört zur Baugruppe «D (Interlaken, Zentrum)» und liegt im Ortsteil «Aarzälg» nördlich des Höhewegs an der Harderstrasse mit der Nummer 24. Die Aare verläuft etwa 200 Meter nördlich. Jenseits der Strasse wurde 1890/1891 das ebenfalls denkmalgeschützte «Hotel Harder–Minerva» erbaut.

## Geschichte
Das «stattliche» Holzhaus wurde 1736 von den Werkmeistern M. Jakob Schneider und Michel Tschiemmer für Richard Sterchi (?) und seine Ehefrau errichtet. Sie stammte aus «Armüli» südlich des Höhewegs. Es wurde später verändert und um eine rückseitige Laubenfront erweitert. Bei der Renovation von 1951 erfolgten die Wiederherstellung der Fensterfront sowie eine Auffrischung der Inschrift.
Im «Bauinventar» der Denkmalpflege des Kantons Bern wurde das Bauwerk 2000 als «schützenswert» aufgenommen, nachdem es durch den Regierungsratsbeschluss RRB 2328 vom 10. Juni 1992 geschützt wurde. Kulturgüter-Objekte der «Kategorie C» wurden (mit Stand März 2023) noch nicht veröffentlicht.

## Beschreibung

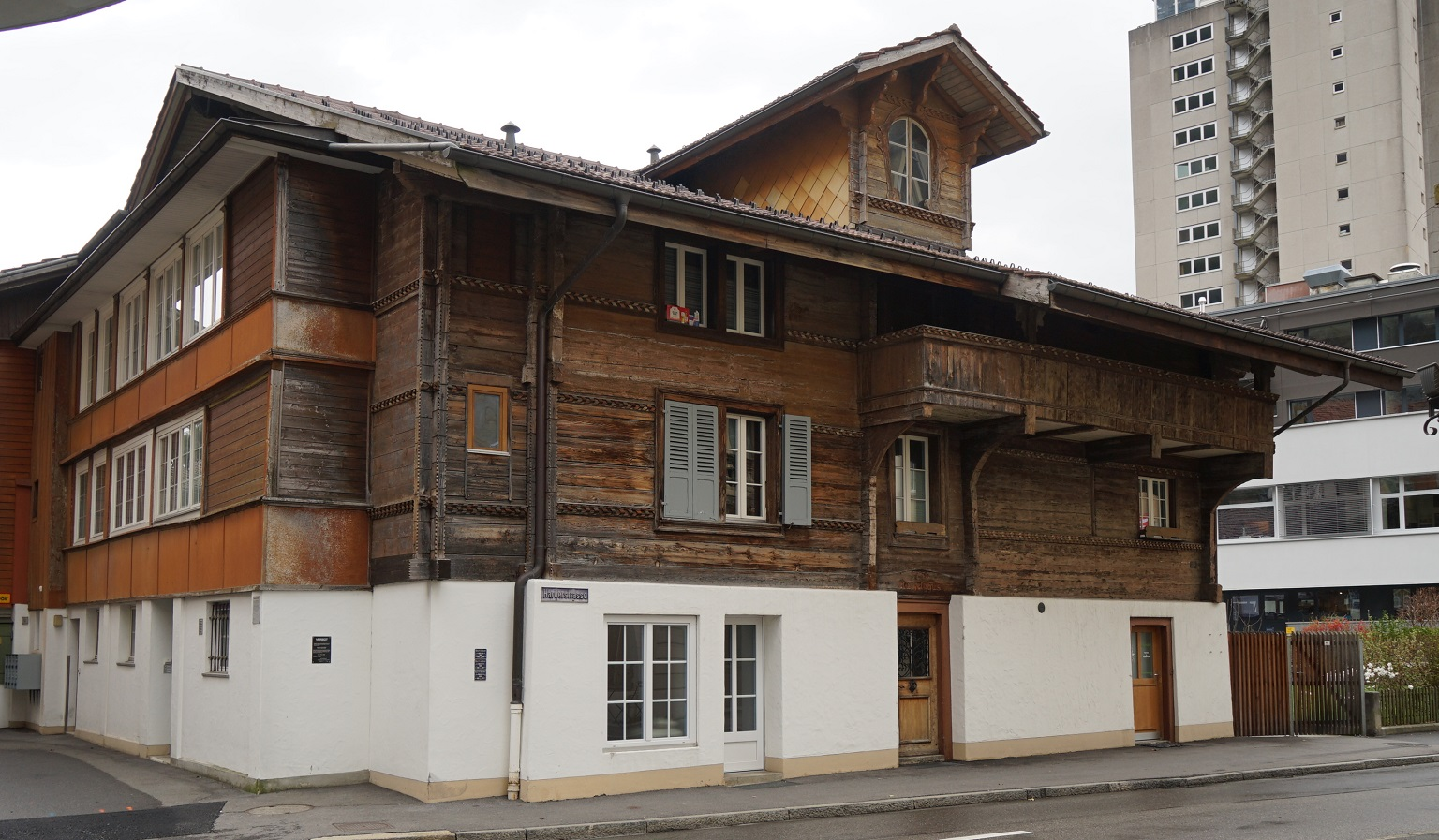
Ansicht von Nordwesten (2023)

Das massive Sockelgeschoss wurde später für Wohnzwecke ausgebaut und erhielt an der Hauptfassade eine Fensterfront mit grossen Fenstern. Die streng symmetrisch angelegte Hauptfassade ist nach Süden orientiert. Die beiden Obergeschosse, bzw. Stubengeschoss und Gaden sind in Ständer- und Blockbauweise ausgeführt. Sie haben jeweils drei Stuben mit Reihenfenstern zu fünf, drei und fünf Achsen. Im Dachgeschoss wurden später fünf Fenster eingebaut. Alle Fenster sind geteilt und im Sockelgeschoss mit Läden versehen. Das weit vorkragende Satteldach liegt auf fünf Blockkonsolen. Unter dem Dach liegen zwei Trauflauben.
Die Fassade der Südseite ist mit reicher Dekorationsschnitzerei verziert. Friese und Konsolen zeigen «sehr qualitätvolle» Flachschnitzereien. Die Inschrift nennt neben dem Bauherren auch das Baujahr und die Baumeister:
Der Dies Hau[s] hat la[ss]e Bauwe Der hat zu Gott all sein vertruwe Da er euch Auch werd bewahren vor Schade und vor allen Gefaren und auch sein Liebe Ehegemahl und auch die seinen über All Ich baue hier auf dieser Erd in Hoffnung diese Wohnung auf Da i zur Friedens tätte werde in diesem kurzen Lebenslauf Alle die di Haus bewohne möge Gottes Güte lohnen Ich muss auch melden Jhren Namen und auch anzeigen ihren Stamm ? Rjtschard heist er für war und Sterchj Sei Ehe Gemal von Aarmüuly (?) ? symd sey kome wie Jch dan elb ten hab vernomen und darinn i Gott auch wohl erhalde Kind und kyntz Kinder ß mit den Alden und alle die in di em Hau da werden gehen hejn und aus JM 1736 JAHR Die di e Hau[s] hand aufgebauwen Die hand zu Gott Jhr vertruwen Derselb Der ist Der Alles kann ohn den nicht ist mit jederman dem Danken wir in di er zeit und in ewig keit : M Yakob Schneider und Michel Tschiemmer
Das Gebäude wird als ein «nach wie vor qualitätvoller Bau von imponierender Gesamterscheinung» beschrieben.

## Fussnoten
1. ↑  Laut Datenblatt im Bauinventar der Denkmalpflege des Kantons Bern.

Koordinaten: 46° 41′ 12″ N, 7° 51′ 19,3″ O; CH1903: 631879 / 170690